# Neopanorpa byersi
Neopanorpa byersi är en näbbsländeart som beskrevs av Webb och Penny 1979. Neopanorpa byersi ingår i släktet Neopanorpa och familjen skorpionsländor. Inga underarter finns listade i Catalogue of Life.